# Ferké 2
Ferké 2 est une localité du nord de la Côte d'Ivoire appartenant au département de Niakaramandougou, dans la région du Hambol (dont le chef-lieu est Katiola).

## Géographie
Le site de Ferké 2 comprend plusieurs milliers d'hectares de plantations de canne à sucre ainsi qu'une sucrerie. Concernant la population, on y distingue une grosse agglomération d'environ 10 000 habitants, base vie de l'entreprise pour loger ses employés à laquelle se sont progressivement ajoutés nombre d'habitations informelles, attirés par les emplois, l'adduction en eau et l'électricité fournis par l'usine à sa base de vie. Sur le complexe sucrier, on trouve également plusieurs villages de peuplement traditionnel (Nayolvogo, Tiégbo, Amaravogo, Largatonvogo...), cultivant coton, anacarde, maraîcher... dans les interstices des parcelles de canne à sucre.

## Histoire

### Année 1970
Ferké II n'est pas une ville, mais l'un des deux complexes sucriers créés dans les années 1970 vers Ferkessédougou, et gérés par l'entreprise nationale SODESUCRE (qui gérait 6 complexes sucriers dans le pays). Ferké I est le premier complexe sucrier du site, construit par les américains, à avoir été opérationnel dans les années 1970, Ferké II étant le deuxième, construit par les Canadiens. Depuis, les complexes ont été privatisés, et sont actuellement gérés par l'entreprise SUCAF Côte d'Ivoire.

### Changement de statut
Ferké 2 aurait pu devenir une commune avant que le gouvernement actuel ne fasse machine arrière en 2012. Elle est située à environ 40km des villes de Ferkessédougou et de Korhogo.

### Electrisation
En 2014, Ferké 2 bénéficient de l’électrification solaire.